# Табынское
Табы́нское, Табынск (баш. Табын) — село в Гафурийском районе Башкортостана, административный центр Табынского сельсовета. Согласно переписи 2020 года население составляло 1774 человека.

## История
Основано 14 июля 1736 на территории Ногайской дороги как Табынская крепость по распоряжению И. К. Кирилова на реке Усолка при впадении её в реку Белая на землях, изъятых у башкир в ходе восстаний 1735—40, около соляных промыслов купца И. Д. Утятникова. Табынская крепость выполняла оборонительные и торговые функции. Находилась в ведении комиссара Утятникова, с 1737 в составе Уфимской провинции, с 1744 — Оренбургской губернии, с 1782 пригород Стерлитамакского уезда. В 1736 насчитывалось ок. 400 человек. Гарнизон составляли записанные в казаки ссыльные, разночинцы, мишари, ногайцы, татары, башкиры, пленные повстанцы. В 1748 табынские казаки вошли в состав Оренбургского нерегулярного корпуса. В период башкирского восстания 1737—38 и 1739—40 в крепости размещались правительственные войска. В ходе Крестьянской войны 1773—75 подверглась нападениям повстанцев. В 1-й трети 19 в. теряет военное значение, во 2-й пол. учтена как село Табынское Стерлитамакского уезда (ныне Гафурийский район РБ).
Занятие жителей — земледелие, скотоводство, пчеловодство, изготовлением посуды. К памятникам архитектуры в селе относят здание Вознесенской церкви, построенное в 1848 году, дом купца Фёдора Терентьевича.
В 2006 году объединён с безымянным населённым пунктом, известным под названием Деревня совхоза, с сохранением статуса села и наименования Табынское.

## Население
| 1906  | 1920  | 1939  | 1959  | 1989  | 2002  | 2009  |
| ----- | ----- | ----- | ----- | ----- | ----- | ----- |
| 3064  | ↗4252 | ↘3442 | ↘2560 | ↘1931 | ↗2134 | ↗2171 |
| 2010  |       |       |       |       |       |       |
| ↘1827 |       |       |       |       |       |       |

Национальный состав
Согласно переписи 2002 года, преобладающая национальность — русские (59 %).
Согласно переписи 2020 года проживают русские, башкиры, татары, армяне, езиды.

## Географическое положение
Находится на берегу реки Белой.
Расстояние до:

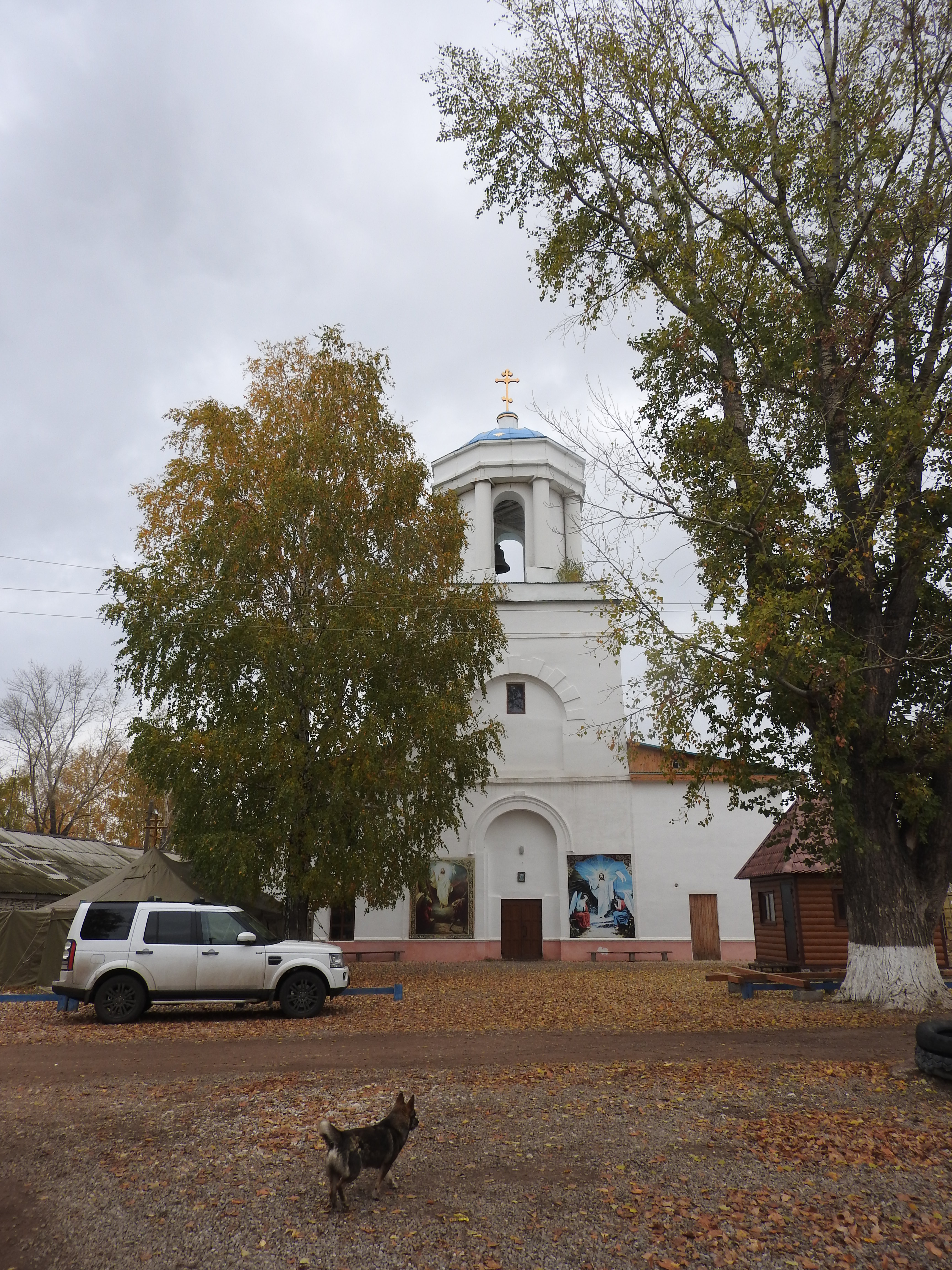
Церковь

- районного центра (Красноусольский): 12 км,
- ближайшей ж/д станции (Белое Озеро): 32 км.

## Инфраструктура
Усадьба совхоза-завода «Табынский», школа, детский сад, медпункт, дом культуры, библиотека.

## Интересные факты
По названию села получила название Табынская икона Божией Матери, широко почитаемая среди православных Урала.

## Религия
В селе есть православная церковь Вознесения Господня.